# Mennybemenetel fatemplom (Nádasberend)
A nádasberendi Mennybemenetel fatemplom műemlékké nyilvánított épület Romániában, Kolozs megyében. A romániai műemlékek jegyzékében a CJ-II-m-B-07530 sorszámon szerepel.